# Trochalus sericeus
Trochalus sericeus är en skalbaggsart som beskrevs av Frey 1970. Trochalus sericeus ingår i släktet Trochalus och familjen Melolonthidae. Inga underarter finns listade i Catalogue of Life.